# رساله در موسیقی
رساله در موسیقی کتابی از علی بن محمد المعمار است.

## چاپ
این کتاب در سال ۱۳۶۸ با مقدمه داریوش صفوت و تقی بینش منتشر و در مراسم کتاب سال جمهوری اسلامی ایران به‌عنوان کتاب شایسته تقدیر معرفی شد.